# ایسار (بورگس)
ایسار (بورگس) (به اسپانیایی: Isar, Burgos) یک شهرستان در اسپانیا است.